# Garforth Town AFC
Garforth Town AFC är en engelsk fotbollsklubb i Garforth, grundad 1964.
Klubben spelar i Northern Counties East League Premier Division.